# Biblioteca Lenox (Nueva York)
La Biblioteca Lenox (en inglés, Lenox Library) fue una biblioteca fundada y dotada en 1870. Fue un hito tanto arquitectónico como intelectual en la era de la Gilded Age de la ciudad de Nueva York (Estados Unidos). Fue fundada por James Lenox y está ubicada en la Quinta Avenida entre las calles 70 y 71 en el Upper East Side de Manhattan. El edificio lo diseñó el arquitecto Richard Morris Hunt y fue considerado uno de los más notables de la ciudad, hasta su destrucción en 1912.
Su colección incluyó la primera Biblia de Gutenberg en América. También era conocido por su colección de Shakespeare, Milton y la literatura estadounidense temprana. Su acervo se convirtió en parte de la colección fundacional de la Biblioteca Pública de Nueva York (NYPL por su sigla en inglés) en 1895 y se abrió al público como parte de la sucursal principal de NYPL en 1911.

## Primeros años

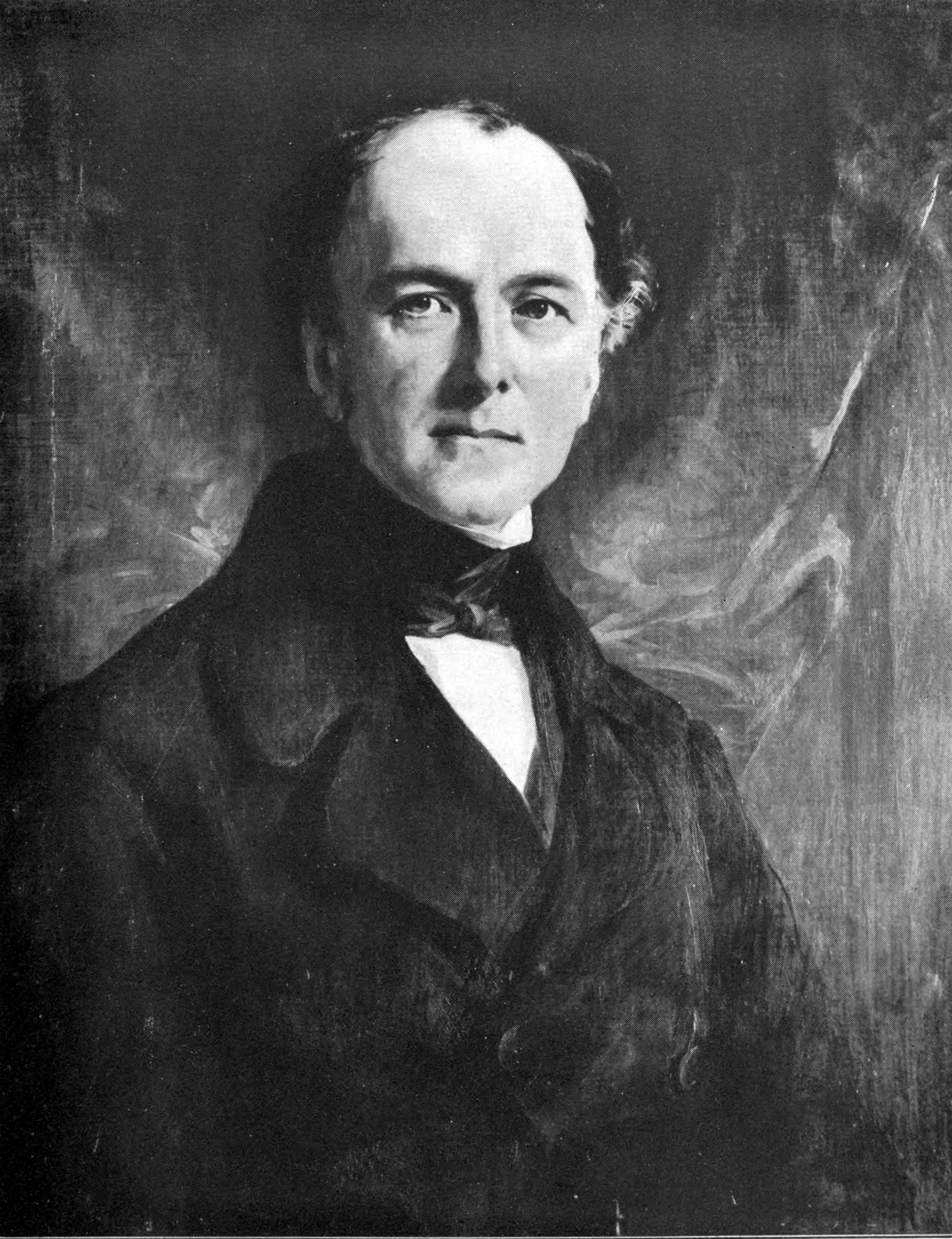
GPA Healy, "Retrato de James Lenox", 1851.

La Biblioteca Lenox comenzó como la colección personal de James Lenox y estaba ubicada en su casa en 53 Fifth Avenue, en la esquina de la Quinta Avenida y la calle 12. Este comenzó a coleccionar principalmente libros, pero también pinturas y esculturas hacia 1845. Trabajó brevemente con la agencia literaria londinense Wiley & Putnam, y luego con Henry Stevens de Vermont durante los siguientes treinta y cinco años, o el resto de su vida. Stevens trabajó principalmente en Europa, localizando y adquiriendo volúmenes finos y raros para la creciente colección de Lenox, con una comisión del diez por ciento.
James Lenox tenía un sistema de catalogación que solo él conocía y guardaba sus libros encuadernados y apilados en las habitaciones de su casa, no en estanterías ni siguiendo ningún sistema organizado. Fue este hacinamiento y la falta de facilidad de uso de la biblioteca lo que lo inspiró a construir una institución separada con el propósito expreso de albergar su colección de libros.

## Construcción y apertura
La Biblioteca Lenox fue incorporada por una ley de la Legislatura del Estado de Nueva York el 20 de enero de 1870. Los nueve fideicomisarios nombrados fueron James Lenox, William H. Aspinwall, Hamilton Fish, Robert Ray, Alexander Van Rensselaer, Daniel Huntington, John Sheafe, James Donaldson y Aaron Belknap. Lenox construyó su biblioteca en un lote en la Quinta Avenida entre las calles 70 y 71. James Lenox había heredado unos treinta acres de tierras de cultivo entre las calles 68 y 73 y las avenidas Quinta y Madison de su padre, Robert, en 1839. Incluso después de la construcción de la Biblioteca Lenox, la granja Lenox continuó operando en los lotes circundantes. Robert Lenox aconsejó a su hijo antes de su muerte que no vendiera la tierra demasiado pronto, porque predijo que la ciudad se expandiría hacia su tierra y aumentaría su valor. Tenía razón, y cuando James Lenox decidió vender parte de su tierra en lotes a constructores de viviendas adinerados, ganó una gran cantidad de dinero.

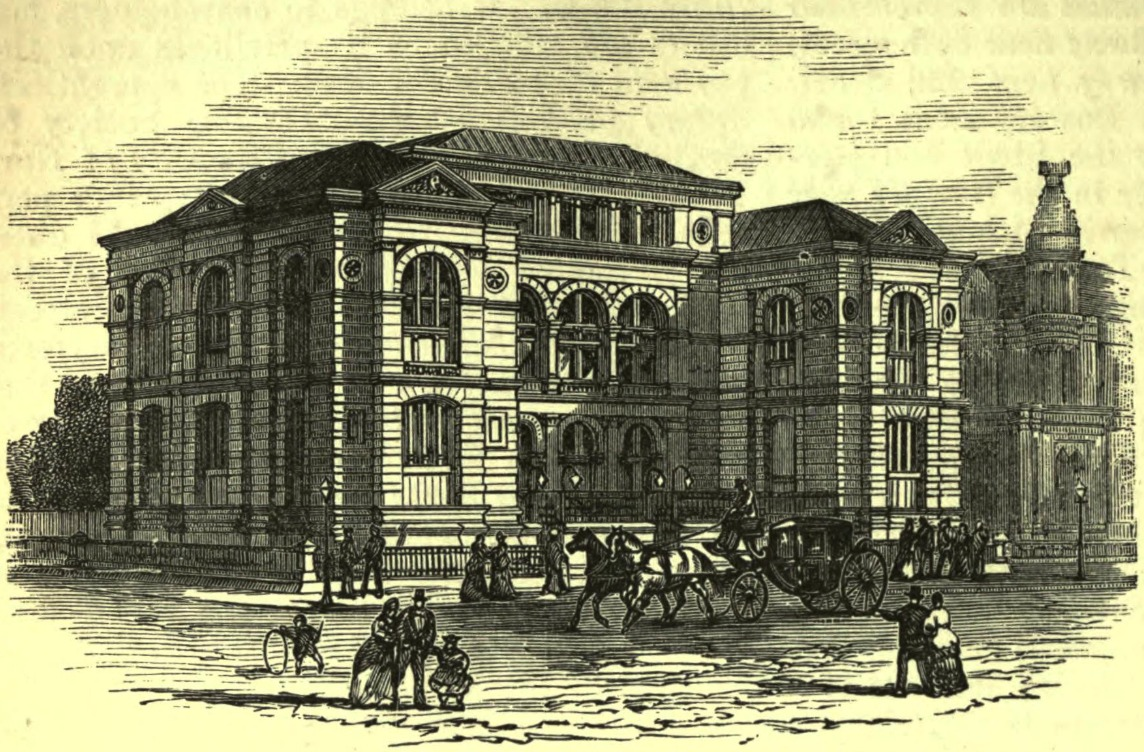
Biblioteca Lenox, 1879, "The American Cyclopædia"

Lenox contrató al arquitecto Richard Morris Hunt para diseñar su biblioteca en 1870, y en marzo de 1871 se había comenzado a trabajar en los cimientos. El trabajo avanzó lentamente desde allí y no se completó hasta 1877. La biblioteca era increíblemente grandiosa y se consideraba una de las obras arquitectónicas más grandes de la ciudad de Nueva York en el momento de su finalización a un costo de más de 510 000 dólares (equivalente a 11,8 millones en 2020), con la tierra valorada en casi la misma cantidad. Era una estructura a prueba de fuego, con paredes exteriores de piedra caliza de Lockport, con un frente de 200 pies y una profundidad de 114 pies. Contenía cuatro amplias salas de lectura, una galería de pintura y otra de escultura.
Las galerías de pintura y escultura se abrieron al público el 15 de enero de 1877 y las salas de libros raros se abrieron ese mismo año. La sala de lectura no estuvo disponible para el público hasta 1880. Incluso en 1880, ninguno de estos recursos era de fácil acceso para todos. El primer bibliotecario, Samuel Austin Allibone, fue nombrado en 1879. El 7 de noviembre de 1887, la biblioteca dejó de exigir entradas y las visitas aumentaron rápidamente.

## Colección
La colección de la Biblioteca Lenox (alrededor de 85 000 libros) era impresionante desde todos los puntos de vista: la colección de Biblias, en particular, se consideraba superior incluso a las bibliotecas de Oxford, Cambridge y el Museo Británico. Lenox era el dueño de la Biblia de Mazarino, la primera Biblia de Gutenberg en entrar al Nuevo Mundo. Según la leyenda bibliográfica, Henry Stevens instruyó a los funcionarios de aduanas que se quitaran el sombrero cuando vieran la biblia, ya que era un tesoro tan grande que merecía reverencia. Lenox también se centró en Milton, Shakespeare y Americana. Su biblioteca era "irregular" para un bibliotecario que buscaba tener una amplia gama de recursos, pero increíblemente valiosa para un bibliófilo como él, que desarrolló pasiones en campos específicos. Wilberforce Eames describió que la biblioteca carecía de "libros sobre casi todos los temas, además de los pocos temas sobre los que coleccionó el señor Lenox".
La biblioteca tenía 83 331 libros en 1894, compuesta principalmente por libros de James Lenox (~30.000 libros), Evert Augustus Duyckinck (15 000 libros), Félix Astoin (4500 libros), Joseph William Drexel (5–6000 libros), Robert Lenox Kennedy (5000), Robert L. Stuart (12 000 libros), George Bancroft (15 000 libros, comprados en 1893 por 84 492 dólares), Wendell Prime (450 libros) y 45 000 periódicos comprados en 1894 (compuestos por 21 000 de Thomas Emmet, 14 000 de la Sociedad Histórica de Pensilvania y el resto de adquisiciones más pequeñas).
La colección de arte de Lenox también fue notable e incluía lo que se cree que son las primeras pinturas de JMW Turner en cruzar el Atlántico. También incluyó obras de Thomas Gainsborough, Albert Bierstadt, Gilbert Stuart, Thomas Cole y Joshua Reynolds, entre otros. Se exhibieron 145 pinturas, 15 esculturas y 59 piezas clasificadas como "pinturas sobre porcelana, esmaltes, mosaicos, etc."
La recreación digital de la galería de imágenes de la biblioteca Lenox, una recreación interactiva en 3D de la colección de arte de Lenox tal como se encontraba en la biblioteca Lenox a fines del siglo XIX, brinda una visión más profunda de la colección, un vistazo a la mente de James Lenox como un coleccionista de arte y un vistazo a las estrategias de diseño de interiores de la época victoriana tardía. Este proyecto de humanidades digitales de Sally Webster y David Schwittek brinda a los investigadores "funciones variadas: enlaces que conectan las pinturas con el texto que las acompaña, la capacidad de ver la galería desde diferentes ángulos, arreglos preprogramados de pinturas que ilustran las yuxtaposiciones establecidas en el texto, y un panel de información (o texto) para cada pintura accesible haciendo clic en cada pintura individual. Incluido en un panel de texto dado está el título de la pintura, el nombre del artista y otra información de la lápida, así como un breve contenido explicativo".

## Asistencia
En 1894, 26 156 personas visitaron la biblioteca. Los recursos de la biblioteca estaban limitados a los académicos que tenían que solicitar la admisión. Asimismo, los visitantes de la galería solo eran bienvenidos dos días a la semana con entradas anticipadas que solicitaban por correo.  Eames escribió que "la intención del fundador era establecer un museo de rarezas de libros que complementaría, y no duplicaría, las colecciones de otras bibliotecas".

Todo bibliotecario sabe que el Museo Lenox, como debería haberse llamado, no estaba destinado a ser una biblioteca de libre circulación en beneficio de los pobres de Nueva York, ni siquiera una biblioteca de referencia para el literato ansioso por deshacerse de un artículo de revista. o un líder en algún periódico en el menor tiempo posible. Esto último, se nos dice ahora, es la función del Astor. El Lenox no tiene los libros para realizar estos oficios, no tiene el dinero para pagar a los asistentes que necesita una biblioteca pública en una gran ciudad, y su situación es completamente inadecuada para tal propósito, y sus libros son aún más inadecuados. También podría quejarse de que el Museo Zoológico no renuncie a sus pájaros disecados para proporcionar cenas navideñas a los pobres.
Charles Ammi Cutter

## Legado

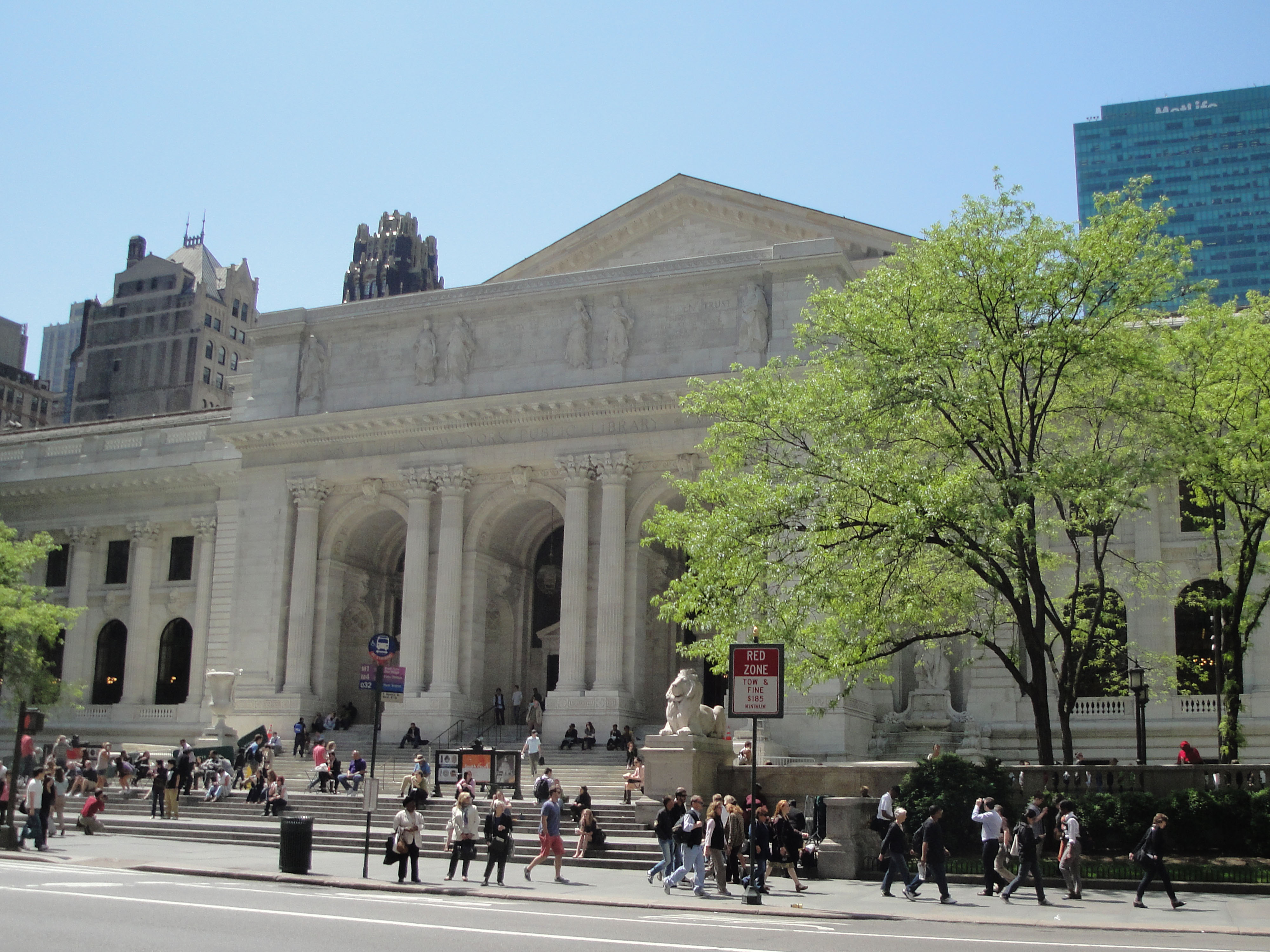
Fachada del edificio de la sucursal principal de la Biblioteca Pública de Nueva York, que reemplazó a la Biblioteca Lenox

Después de la muerte de James Lenox en 1880, las finanzas de su biblioteca comenzaron a sufrir. En 1895, Samuel Tilden Trust proporcionó los fondos para la creación de una biblioteca pública en Nueva York y fue el catalizador para la consolidación de la Biblioteca Lenox y la Biblioteca Astor en la Biblioteca Pública de Nueva York. John Bigelow, junto con otros aliados, asumió el control del proyecto hasta que las partes firmaron los acuerdos el 23 de mayo de 1895. El primer director fue John Shaw Billings, y supervisó la construcción del edificio de la Quinta Avenida que aún se mantiene en pie. Se abrió al público en 1911.
La Biblioteca Lenox fue demolida en 1912 después de que todos los libros fueran transferidos a la nueva Sucursal Principal de la Biblioteca Pública de Nueva York. En ese momento, hubo una propuesta fallida para transferir la colección de la Biblioteca Lenox al redil en Sheep Meadow en las cercanías de Central Park. Henry Clay Frick, que había comprado el terreno en el que se encontraba la biblioteca en 1906, inmediatamente comenzó a construir su propia casa y futuro museo, que se completó en 1914 y se abrió al público como Frick Collection en 1935.
El nombre James Lenox todavía está inscrito en la fachada de la Biblioteca Pública de Nueva York, en el centro sobre la puerta del medio, junto con los nombres de John Jacob Astor y Samuel Jones Tilden. El legado de James Lenox vive hoy en esa institución, al igual que muchos de los tesoros de su colección.
El retrato de George Washington de Gilbert Stuart que estaba en la colección de Lenox, y luego en la Biblioteca Pública de Nueva York, se puso a la venta en una subasta en Sotheby's en 2005, como parte de una campaña para recaudar fondos para la dotación de la biblioteca. No se vendió, probablemente debido a su tamaño (2,4 × 1,6 m) y al hecho de que otro retrato de Stuart Washington también estaba a la venta en la misma subasta. Desde entonces, se vendió a los coleccionistas de Nueva York Judy y Michael Steinhardt por una cantidad no revelada, pero por no menos de 5 millones de dólares.

## Lo más destacado de la colección

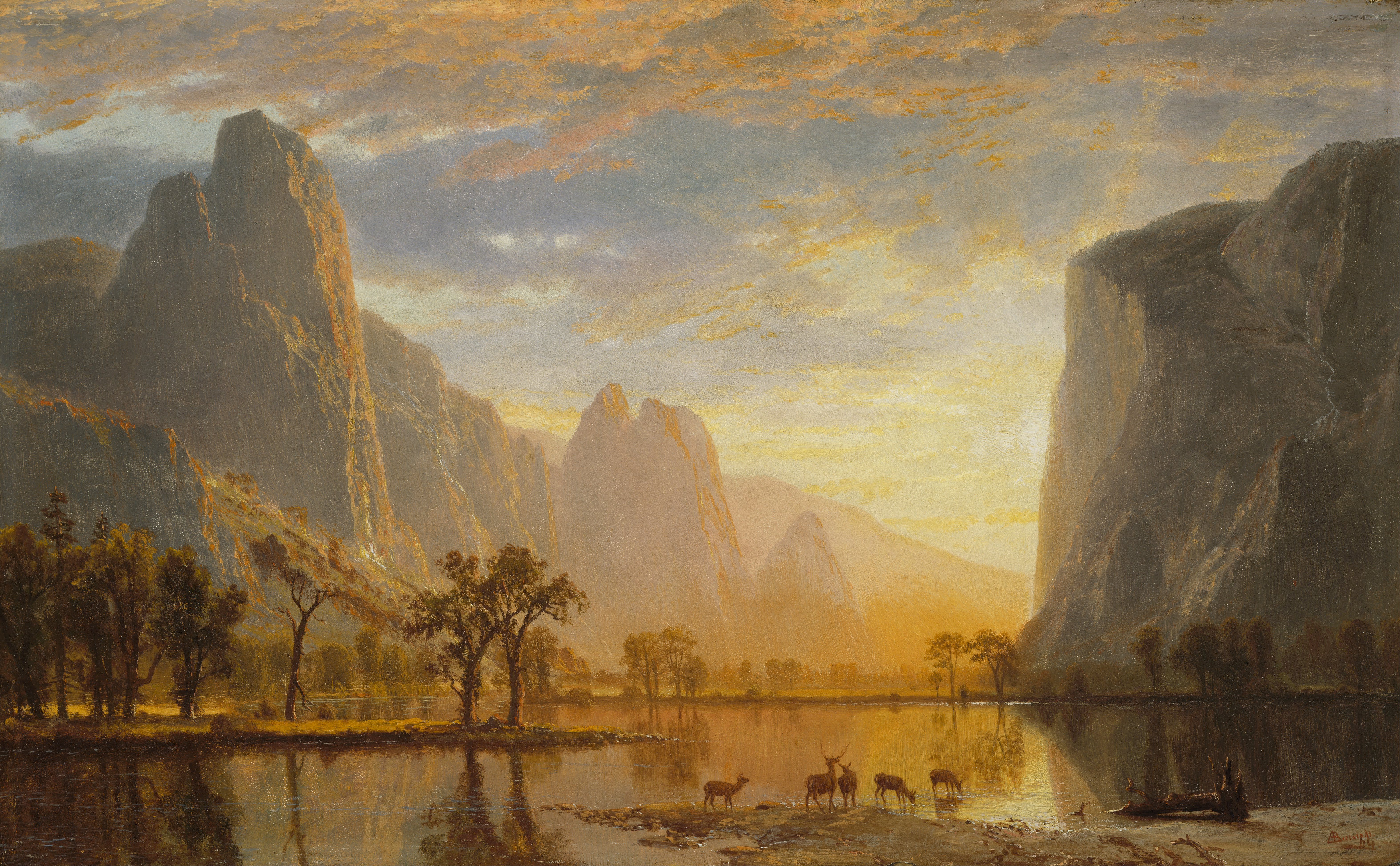
Albert Bierstadt, Valley of the Yosemite, 1864. Museo de Bellas Artes, Boston
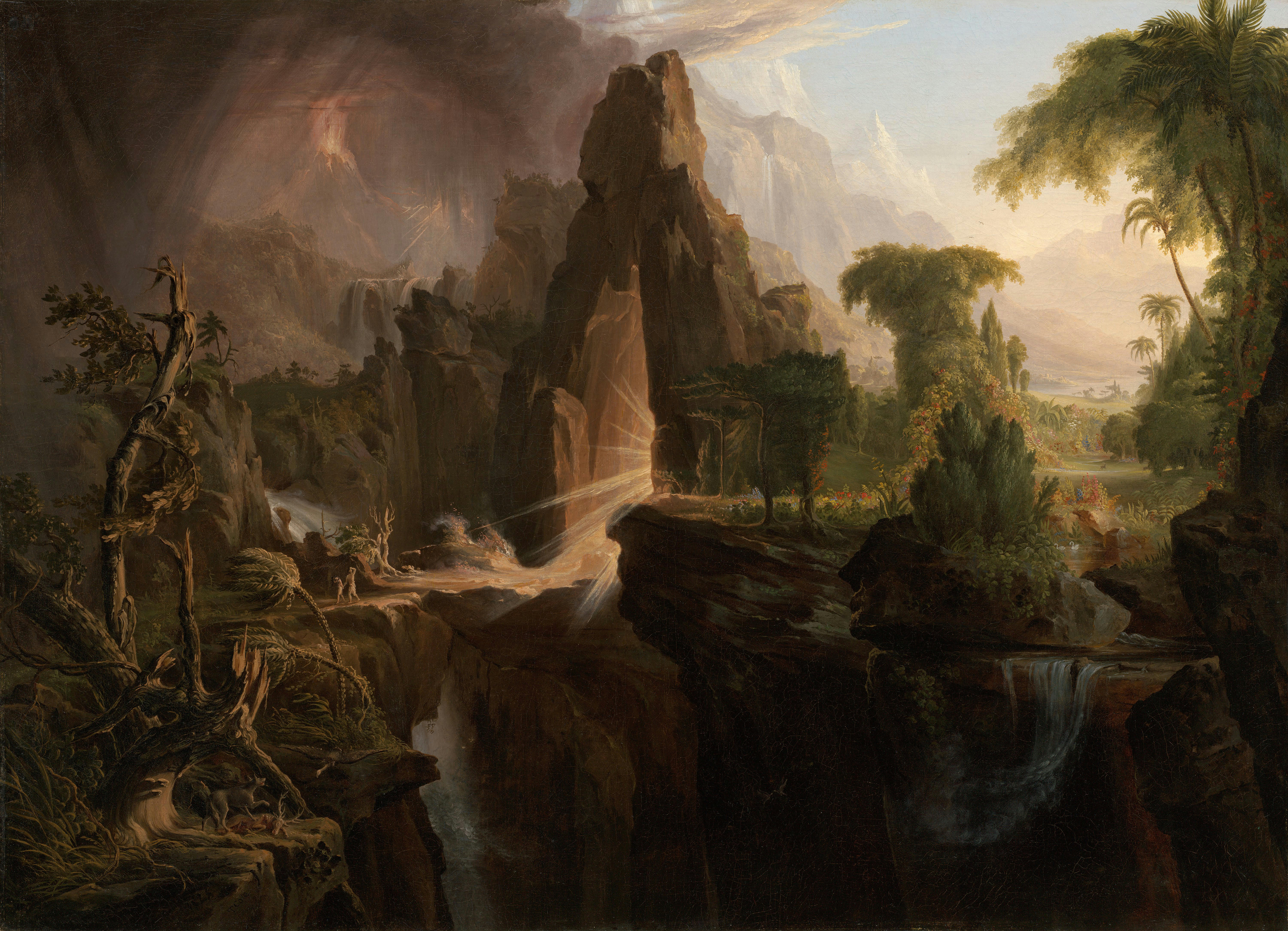
Thomas Cole, Expulsion from the Garden of Eden (Cole), 1828. Museo de Bellas Artes, Boston
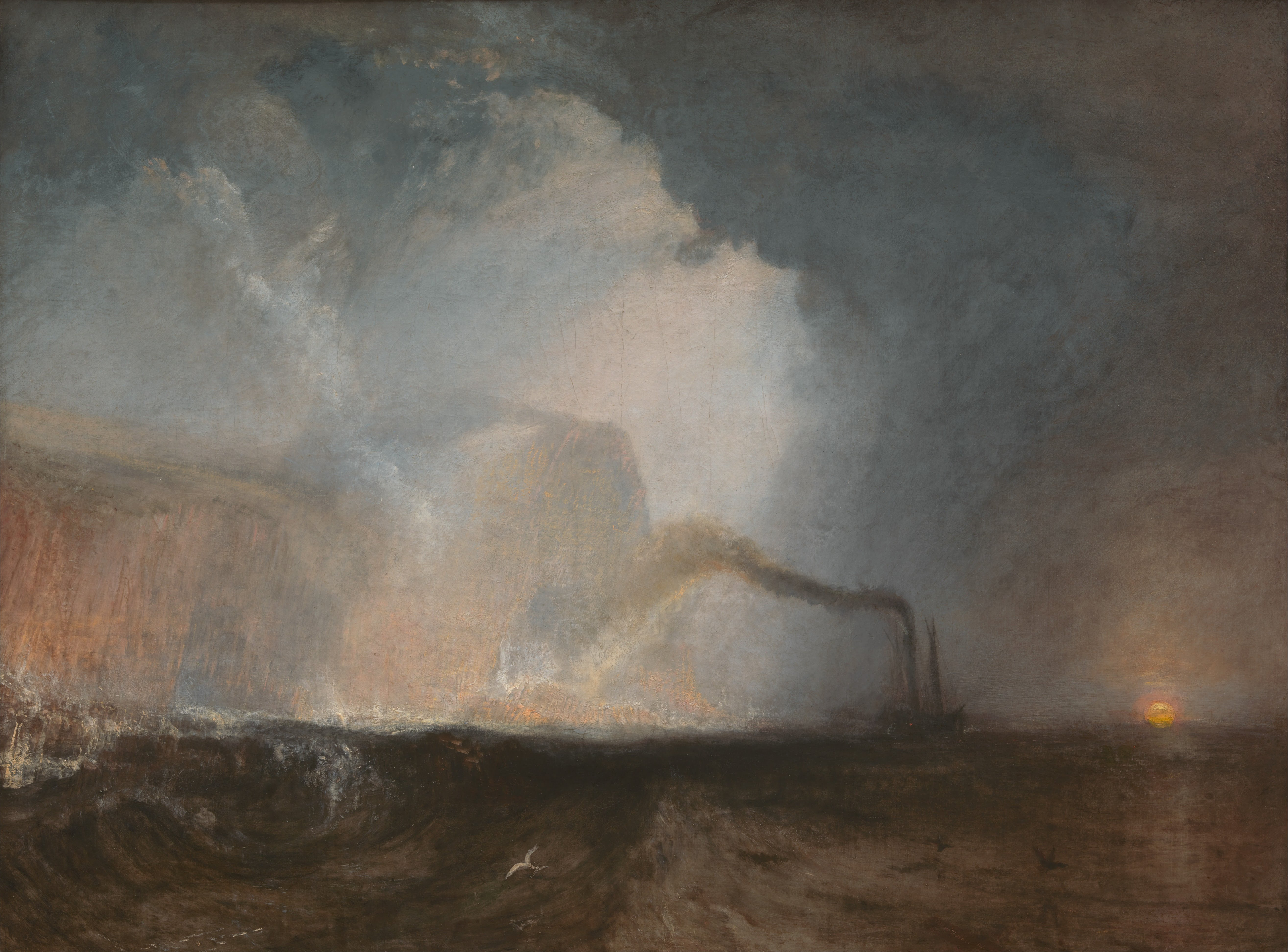
J.M.W. Turner, Staffa, Fingal's Cave, 1831-32. Centro de Arte Británico de Yale
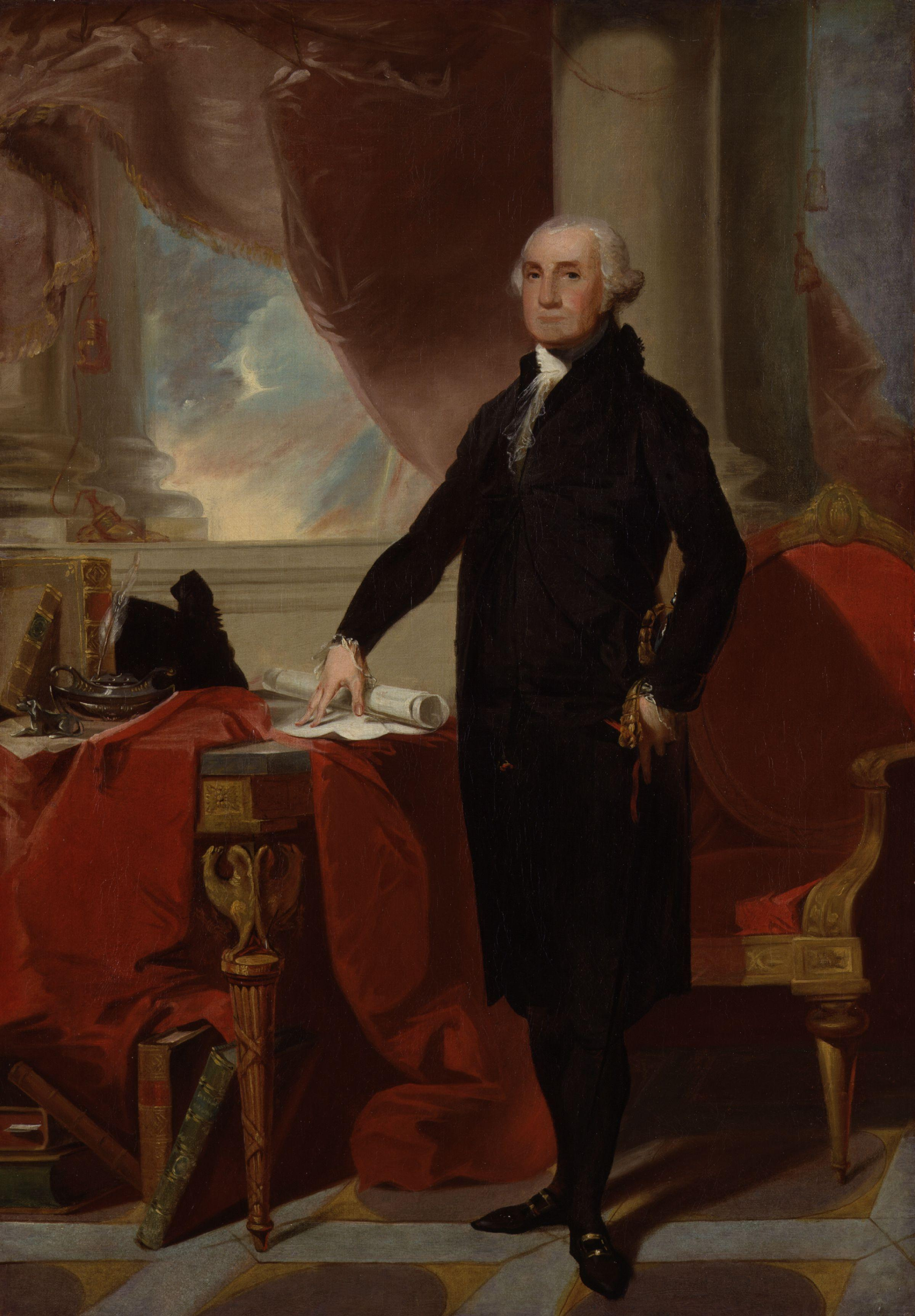
Gilbert Stuart, George Washington (The Munro-Lenox Portrait), circa 1800. Colección privada.